# Dick McBride
Richard William "Dick" McBride (Filadelfia, 8 de mayo de 1847 - 20 de enero de 1926) fue un beisbolista estadounidense de las Grandes Ligas de Béisbol que ocupó la posición de lanzador y Jugador-entrenador para los Philadelphia Athletics de la National Association of Professional Base Ball Players durante 1871 y 1875. Tuvo un récord de lanzamientos de 149 victorias y 74 pérdidas durante ese período. En 1871, tuvo una marca de 18-5 y lideró el equipo de Filadelfia en el campeonato de la National Association. McBride terminó su carrera en las mayores en 1876, cuando fue contratado por los Medias Rojas de Boston de la Liga Nacional de Béisbol. Tuvo un récord de 0-4 antes de que su carrera llegara a su fin. McBride murió en Filadelfia a la edad de 70 años, y está enterrado en el cementerio de Lawnview en Rockledge, Pensilvania.